# Delfa Ivanić
Delfa Ivanić (6 de marzo de 1881—14 de agosto de 1972) fue una pintora y humanitaria serbia quien junto con Savka Subotić y Nadežda Petrović, fundó el Círculo de Hermanas Serbias. Fue traductora, escritora, editora de revistas y la primera mujer serbia en recibir la Medalla Florence Nightingale.

## Biografía

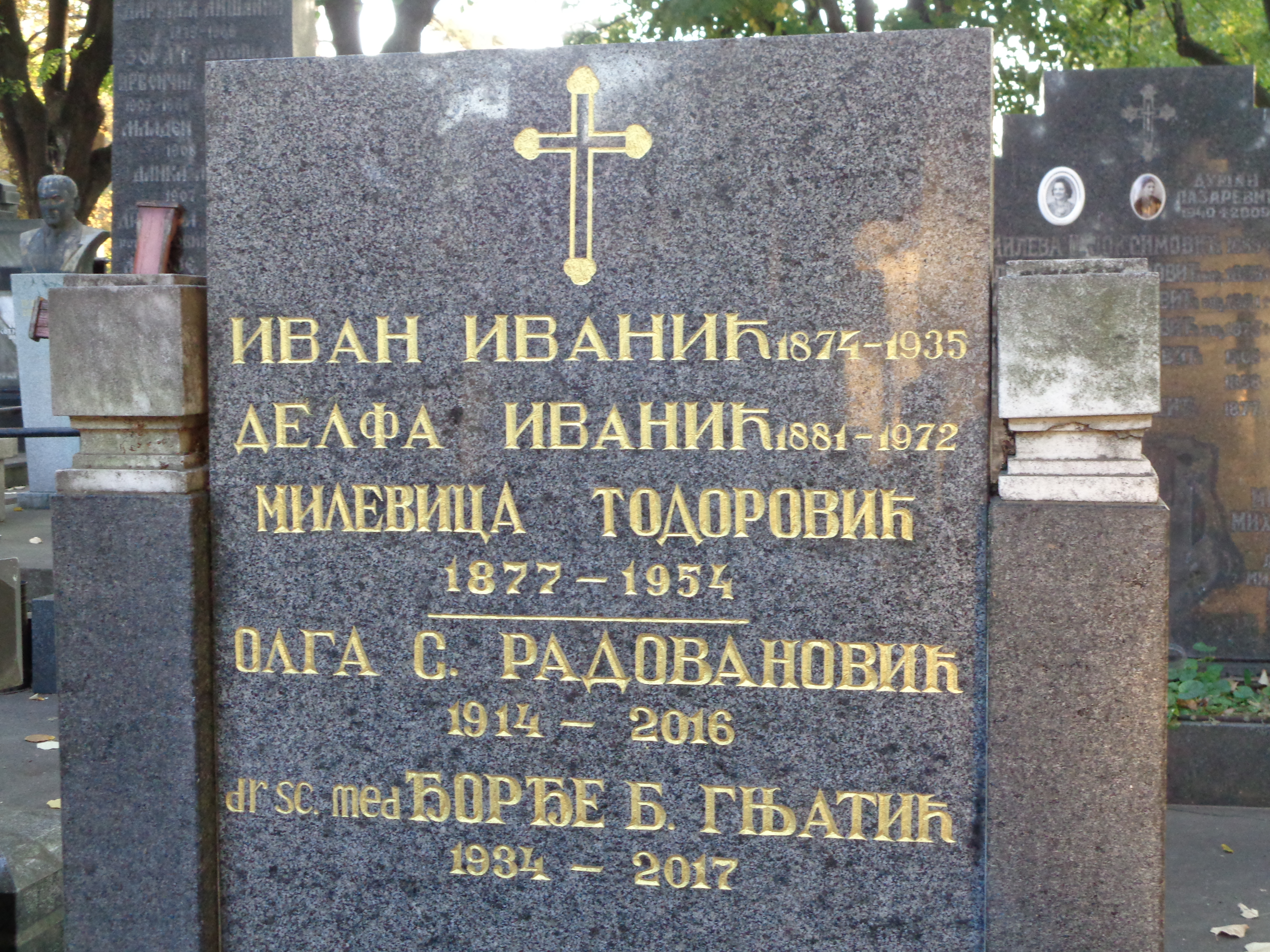
Nuevo Cementerio de Belgrado

Nació en Podgorica, Montenegro, el 6 de marzo de 1881. Durante la Primera Guerra de los Balcanes en 1912, con Walburga, Lady Paget, estableció el VI Hospital de Reserva para los heridos en Belgrado y en 1913, un hospital en Durrës, Albania. Fundó la Sociedad Serbia de Apoyo (Srpsko potporno udruženje) en 1915 en Londres. La sociedad organizó el alojamiento para 500 niños serbios en Oxford y Birmingham. Su trabajo humanitario la llevó a Salónica, Francia, Trieste y Rijeka. Regresó a Belgrado en 1919. Durante este periodo, impartió conferencias sobre la labor de las sociedades humanitarias de mujeres en casi todas las ciudades en las que estuvo durante la guerra. Fue la primera mujer serbia en recibir la Medalla Florence Nightingale de la Cruz Roja en 1920. En 1962 entregó su medalla a la Sociedad Médica Serbia. Trabajó como traductora, escritora y editora de revistas. Delfa Ivanić también participó en la construcción del Centro del Círculo de Hermanas Serbias en Belgrado, que incluía un internado para niñas. Fue presidenta del Círculo desde 1941 hasta que se abolió en 1946. Murió en Belgrado (en aquel momento en la República Federativa Socialista de Yugoslavia) el 14 de agosto de 1972.

## Obras seleccionadas
- Uspómene, 2012.
- Predavanje dr Keti Širmaherove i naše ženske prilike, artículo, 1906.
- O srpskom narodnom ženskom savezu i njegovim zadacima, artículo, 1912.
- Žena na domu, u društvu iu javnom životu, artículo, 1912.